# マザーレイク
『マザーレイク』は、2016年公開の日本映画である。
「第57回ズリーン国際映画祭」の正式招待作品に選出された。

## ストーリー
『あの日　僕らが見たものは　真実か、幻か――。』
2036年、世界的写真家となった藤居亮介が故郷である滋賀県の琵琶湖に帰ってきた。彼が向かったのは、自身の写真が展示される博物館。そこで旧友の田中賢人と再会する。賢人は恐竜の模型を作成していた。それは、かつて『ビワッシー』ともてはやされた想像上の動物だった。20年前、11歳の亮介は『ビワッシー』の実在を信じて、その真実を求めて奔走した。しかし、亮介は一切の思いを封印してしまったのだ。当時、夏休みの自由研究の為、琵琶湖に浮かぶ沖島を目指し、ビワッシーを求めた冒険の日々と、その秘密を亮介は語りだす。

## 登場人物
藤居亮介
演 - 内田朝陽、福家悠（子供時代）
本作の主人公。2036年では、国際写真賞を受賞するなど有名なカメラマンとなっており、近々ヨーロッパに数年間滞在する予定。2016年では、11歳で滋賀県の小学校に通う小学5年生。夏休みに入り自由研究の為沖島を目指すが、そこで謎の生物「ビワッシー」を偶然にも目撃してしまう。
父親を尊敬しているが、最近の荒れた態度に遠慮がちに接してしまう。咲の男勝りな態度に最初は困惑するが、次第に惹かれるようになる。国内外で写真を撮るカメラマンだった亡き母親である有美子のことも尊敬している。
西島咲
演 - 高橋メアリージュン、田中咲彩（子供時代）
本作のヒロイン。沖島に住む、賢人の親戚。全校児童8人の小学校に通う11歳で亮介や賢人と同じく5年生。6年生はいないため島の小学生の中では最年長。男勝りな所はあるが、優しく真っすぐな性格。沖島にやって来た亮介らの自由研究に協力したことで、自身も自由研究でビワッシーを調べ始める。2036年では小学校の教員となっており、大人の穏やかな雰囲気を持つ女性に成長している。
藤居園
演 - 鶴田真由
亮介の伯母であり、潤の姉。スーパーで働き、家計を助けている。亮介を優しく見守り、父である潤との関係があまり上手くいっていないことを心配しているが、夫や子供など本人の家庭は一切描写されない。潤が仕事を変えて給料が下がったのに夜遅くまで外で酒を飲んで帰ってくることや、内心家族と向き合うことに消極的な潤に不満を持っている。
藤居潤
演 - 別所哲也
亮介の父親。テレビ局のカメラマンで、「NWESフォーカス近畿」という番組を担当。納得できる仕事ができておらず、上司とも家族とも上手くやれていなく荒れた日々を過ごしている。妻である有美子を亡くしてから、姉である園に家庭を頼りきっている。亮介の前では父親らしく振る舞っているが職場では上司から日常的に叱られており、控えめな態度で自己主張せず愛想笑いをしてその場をやり過ごしている。
田中賢人
演 - 森本のぶ、松田崚佑（子供時代）
亮介の同級生。2036年では博物館の職員。2016年では亮介と共に自由研究を行うため、当初沖島へ行って自然を調べることを提案するが、島に行った後調査対象をビワッシーの調査に変更し行動を共にする。咲とは親戚関係であり、沖島の案内を依頼する。お喋り好きで調子のいい性格。
茶谷有二郎
演 - BOSS戸田
咲の祖父で漁師。65年間沖島に住んでいるがビワッシーは見たことがない。自身はビワッシーのことを「竜神さま」と呼んでいる。
雲林院一平
演 - 木ノ本嶺浩
博物館の職員として、亮介の写真を展示するなどの仕事を行っている。
北相模早苗
演 - 高橋ユウ
亮介の通う小学校の担任の教師。厳しく生徒を叱る場面もあるが、優しい教師。一学期最後の日に夏休みの自由研究のテーマを考えてしっかりやるよう亮介たちクラスの生徒に告げる。
木下博文
演 - 津田寛治
潤の上司でワイドショーなどの番組を手掛けているテレビ局プロデューサー。潤たちスタッフと共に仕事で沖島に訪れた所、同じく島に来ていた亮介らの話を聞いて、ビワッシーのニュースを報道し賢人のインタビュー映像を流す。しかし、そのブームを維持するため、内容をねつ造するなど少々問題のある行動も行う。
大友幸隆
演 - 斉木しげる
亮介の写真を展示する博物館の館長。亮介と、その父である潤の写真、親子共演で展示できることを喜んでいる。
武田首相
演 - 大和田伸也
日本の総理大臣。沖島でビワッシーが目撃されたことを発端に、滋賀県でブームとなった「ビワッシー騒動」に関して地域活性化への寄与を期待していると報道陣に話す。
辻出順一
演 - 辻岡正人
テレビ局ディレクター。プロデューサーの木下と結託し潤をいびる。上手く仕事をができない潤をパワハラまがいの強い口調で怒鳴りつけたり、人前でも気にせず面と向かって悪口を言う。
十二里崇洋
演 - 川本勇
沖島駐在所の巡査部長。沖島の警察官一円の上司。パトロール中に軽々しくインタビューを受けてしまった一円の迂闊なマスコミ対応を叱責する。
一円信司
演 - 月亭太遊
沖島の警察官。木下らの取材で琵琶湖で謎の生物を見たと話してしまい上司の十二里に叱責されるも、亮介や咲らの行動をサポートする。
ファミリーレストラン
演 - ファミリーレストラン（本人役）
「NWESフォーカス近畿」という番組でグルメコーナーのMCを担当し、スタジオに迎えた地元一般人が作る料理を紹介する。作中の番組での肩書きである“滋賀県住みます芸人”は、実際にファミリーレストランの2人が2011年4月から起用されているもの。
他
演 - 斉藤一平、おみのじんや、由美佳、竹邑貴司、木ノ本嶺浩

## スタッフ
- 監督：瀬木直貴
- 脚本：作道雄
- 音楽：JABBERLOOP
- 撮影：新井毅
- 美術：沢下和好
- 照明：宮崎亮太
- 録音：本田孜
- 編集：蛭田智子
- 助監督：高明
- 制作：中沢匡樹
- ゼネラルプロデューサー：中嶋慶喜
- エグゼクティブプロデューサー：谷畑英吾
- アソシエイトプロデューサー：川本勇
- プロデューサー：戸田有三
- ラインプロデューサー：瀧川元気
- 制作プロダクション・配給：ソウルボートプロダクション

## 関連商品
- DVD / Blu-ray（2017年10月発売、ポニーキャニオン）
- 映画ノベライズ（2017年12月発売、脚本：作道雄、著：竹邑貴司）

## テレビ放送
- 関西テレビ（2017年10月11日放送）